# Теорема Хассе
Теорема Хассе об эллиптических кривых, также называемая границей Хассе, даёт оценку числа точек на эллиптической кривой над конечным полем, причём ограничивает значения как сверху, так и снизу. Теорема Хассе эквивалентна определению абсолютного значения корней локальной дзета-функции. В этом виде её можно рассматривать как аналог гипотезы Римана для поля функций, ассоциированного с эллиптической кривой.

## История
Важным вопросом теории эллиптических кривых над конечными полями является получение эффективного алгоритма подсчёта количества точек, лежащих на данной кривой. 
В 1924 году Эмиль Артин выдвинул гипотезу, ограничивающую число точек эллиптической кривой над конечным полем сверху и снизу.
Доказал эту гипотезу Хельмут Хассе в 1933 году и опубликовал в серии статей в 1936 году.
Впоследствии результаты работ Хассе были обобщены Андре Вейлем на кривые произвольного рода и использованы для изучения локальных дзета-функций.

## Формулировка теоремы
Теорема Хассе об эллиптических кривых утверждает, что количество точек {\displaystyle N} на эллиптической кривой над конечным полем {\displaystyle \mathbb {F} _{q}} удовлетворяет неравенству {\displaystyle |N-(q+1)|\leqslant 2{\sqrt {q}}}.
Неравенство вытекает из того факта, что {\displaystyle N} отличается от {\displaystyle q+1}, числа точек на проективной прямой над тем же полем, на сумму двух комплексно-сопряжённых чисел, имеющих модуль {\displaystyle {\sqrt {q}}}.

## Доказательство
В ходе доказательства важнейшую роль будет играть видоизменённое уравнение
{\displaystyle Y^{2}={\frac {X^{3}+aX+b}{x^{3}+ax+b}}}
решения которого ищем в области рациональных функций от переменной {\displaystyle x}. Два решения этого уравнения просты и равны {\displaystyle X=x,Y=1}; {\displaystyle X=x^{p},Y=(x^{3}+ax+b)^{(p-1)/2}}.
Сложение решений этого уравнения происходит по тем же формулам, что и сложение точек на эллиптической кривой, то есть третья точка выбирается на пересечении кривой и прямой, и результатом будет точка с координатами
{\displaystyle X_{3}=-X_{1}-X_{2}+{\frac {Y_{2}-Y_{1}}{X_{2}-X_{1}}}(x^{3}+ax+b)}
{\displaystyle Y_{3}={\frac {Y_{2}-Y_{1}}{X_{2}-X_{1}}}(X_{3}-X_{1})+Y_{1}}
Далее построим бесконечную последовательность решений, которая представляет собой арифметическую прогрессию с разностью {\displaystyle (x,1)} и начальным членом
{\displaystyle (X_{0},Y_{0})=(x^{p},(x^{3}+ax+b)^{(p-1)/2})}
Каждый элемент последовательности представим в виде несократимого соотношения {\displaystyle X_{n}={\frac {P_{n}}{Q_{n}}}}. Далее введём функцию {\displaystyle d_{n}}, равную степени многочлена {\displaystyle P_{n}}.
Для доказательства нам потребуются 4 леммы:
Лемма 1: {\displaystyle d_{-1}-d_{0}-1=N_{p}-p}
Согласно формулам сложения имеем {\displaystyle X_{-1}=-x-x^{p}+{\frac {(1+(x^{3}+ax+b)^{(p-1)/2})^{2}(x^{3}+ax+b)}{(x-x^{p})^{2}}}}, далее заметим что степень числителя больше степени знаменателя на 1, так как {\displaystyle X_{-1}={\frac {x^{2p+1}+R(x)}{(x-x^{p})^{2}}}}, где R(x) - многочлен степени, не превосходящей 2p. Вычислим знаменатель дроби по проведении необходимых сокращений. С одной стороны {\displaystyle (x-x^{p})^{2}=(x(x-1)...(x-p+1))^{2}}, с другой, как известно,
{\displaystyle (x^{3}+ax+b)^{(p-1)/2}=\left({\frac {x^{3}+ax+b}{p}}\right)}
потому при сокращении из знаменателя выпадут лишь множители вида {\displaystyle (x-k)^{2}}  с  {\displaystyle {\frac {k^{3}+ak+b}{p}}=-1}, и множители вида {\displaystyle (x-l)}  с {\displaystyle l^{3}+al+b=0}. Пусть {\displaystyle m}-количество множителей первого рода, а {\displaystyle n} - второго. Тогда {\displaystyle d_{-1}=2p-2m-n+1}, и учитывая, что {\displaystyle d_{0}=p}, получаем {\displaystyle d_{-1}-d_{0}-1=p-2m-n}. Число {\displaystyle N} же равно {\displaystyle 2(p-m)-n}, так как каждому классу вычетов {\displaystyle k} соответствует два решения, а классу вычетов {\displaystyle l} - одно. Это доказывает требуемое.
Лемма 2: {\displaystyle d_{n}=n^{2}-(d_{-1}-d_{0}-1)n+d_{0}}
По основной лемме {\displaystyle d_{n+2}=2d_{n+1}-d_{n}+2}. Очевидно, что для {\displaystyle n=-1}  и  {\displaystyle n=0} лемма верна: пусть она верна и для индексов {\displaystyle n}  и  {\displaystyle n+1}, {\displaystyle n\geqslant 0}. Тогда
{\displaystyle d_{n+2}=2d_{n+1}-d_{n}+2=2((n+1)^{2}-(d_{-1}-d_{0}-1)(n+1)+d_{0})-n^{2}+(d_{-1}-d_{0}-1)n-d_{0}+2=(n+2)^{2}-(d_{-1}-d_{0}-1)(n+2)+d_{0})}
Лемма доказана.
Лемма 3: Для всех n, для которых функция Xn определена, имеет место неравенство ст. Рn > ст. Qn.
Мы докажем это неравенство, формально найдя значение функции {\displaystyle X_{n}} при {\displaystyle x=\infty }. Пусть {\displaystyle m} есть нуль или первый номер после очередного пробела[уточнить], {\displaystyle m\geqslant 0}. По построению {\displaystyle X|_{\infty }=\infty }, а {\displaystyle Y|_{\infty }}≠0. Допустим обратное. Ввиду того, что дробь {\displaystyle {\frac {X_{n+1}^{3}+aX_{n+1}+b}{x^{3}+ax+b}}}, должна быть квадратом, разность степеней числителя и знаменателя функции {\displaystyle X_{n+1}} должна быть числом нечетным, то вместе с {\displaystyle Y_{n+1}|_{\infty }=0} даёт {\displaystyle X_{n+1}|_{\infty }=0}.
Для арифметической прогрессии следует
{\displaystyle Y_{n+1}={\frac {1-Y_{n}}{X-X_{n}}}(x-X_{n+1})-1}
Отсюда находим 
{\displaystyle {\frac {1-Y_{n}}{x-X_{n}}}(x-X_{n})|_{\infty }=1} или {\displaystyle {\frac {1-Y_{n}}{1-{\frac {X_{n}}{x}}}}|_{\infty }=1}
то есть
{\displaystyle {\frac {Y_{n}x}{X_{n}}}|_{\infty }=1}, {\displaystyle {\frac {Y_{n}^{2}x^{2}}{X_{n}^{2}}}|_{\infty }={\frac {(X_{n}^{3}+aX_{n}+b)x^{2}}{(x^{3}+ax+b)X_{n}^{2}}}|_{\infty }=1}
Поскольку {\displaystyle X_{n}|_{\infty }=x|_{\infty }=\infty }, отсюда следует, что {\displaystyle {\frac {X_{n}}{x}}|_{\infty }=1}. С другой стороны
{\displaystyle X_{n+1}=-x-X_{n}+{\frac {(1-Y_{n}^{2})^{2}}{(x-X_{n})^{2}}}(x^{3}+ax+b)}
Отсюда находим
{\displaystyle {\frac {X_{n}}{x}}=-1-{\frac {X_{n}}{x}}+{\frac {(1-Y_{n}^{2})^{2}}{(1-{\frac {X_{n}}{x}})^{2}}}(1+{\frac {a}{x^{2}}}+{\frac {b}{x^{3}}})}
так что 
{\displaystyle {\frac {X_{n+1}}{x}}|_{\infty }=-1}
Но из этого равенства следует, что {\displaystyle Y_{n+1}^{2}|_{\infty }}, что противоречит сделанному предположению {\displaystyle Y_{n+1}^{2}|_{\infty }=0}. Лемма доказана.
Основная лемма: {\displaystyle d_{n-1}+d_{n+1}=2d_{n}+2}.
Основные трудности в доказательстве теоремы сконцентрированы на основной лемме. Приступим к её доказательству. для любого многочлена P символом ст. Р будем обозначать степень этого многочлена.
Приводя к общему знаменателю и собирая подобные члены в формуле сложения решений, находим
{\displaystyle X_{n-1}={\frac {-(xQ_{n}+P_{n})(xQ_{n}-P_{n})^{2}+(1+Y_{n})^{2}(x^{3}+ax+b)Q_{n}}{(xQ_{n}-P_{n})^{2}}}={\frac {(xQ_{n}+P_{n})(xP_{n}+aQ_{n})+2bQ_{n}^{2}+2Y_{n}(x^{3}+ax+b)Q_{n}^{2}}{(xQ_{n}-P_{n})^{2}}}={\frac {S}{(xQ_{n}-P_{n})^{2}}}}
Перемножая почленно две полученные выше формулы и проведя сокращения, получим
{\displaystyle X_{n-1}X_{n+1}={\frac {P_{n-1)P_{n+1}}}{Q_{n-1}Q_{n+1}}}={\frac {(xP_{n}-aQ_{n})^{2}-2b(xQ_{n}+P_{n})}{(xQ_{n}-P_{n})^{2}}}}
Цель следующих рассуждений - показать, что {\displaystyle Q_{n-1}*Q_{n+1}=(xP_{n}-aQ_{n})^{2}}. Из этого равенства напрямую получится основная лемма, в самом деле, тогда следует что 
{\displaystyle P_{n-1}*P_{n+1}=(xP_{n}-aQ_{n})^{2}-4bQ_{n}(xQ_{n}+P_{n})},
значит {\displaystyle d_{n-1}+d_{n+1}=} ст. {\displaystyle (P_{n-1}P_{n+1})}=ст. {\displaystyle (x^{2}P_{n}^{2})=2d_{n}+2}, потому что в силу леммы 3 старший член многочлена {\displaystyle P_{n-1}P_{n+1}} совпадает со старшим членом многочлена {\displaystyle x^{2}P_{n}^{2}}. Теперь докажем нужное равенство.
Напомним, что в области многочленов существует однозначное разложение на неприводимые множители. Пусть {\displaystyle E} - неприводимый многочлен, а {\displaystyle e} - любое целое положительное число. Мы будем говорить, что многочлен {\displaystyle E^{e}} строго делит некоторую несократимую рациональную функцию, если её числитель делится на {\displaystyle E^{e}}, но не делится на {\displaystyle E^{e+1}}.
Для доказательства нужного равенства нужно установить  что если многочлен {\displaystyle E^{e}} строго делит {\displaystyle (xQ_{n}-P_{n})^{2}}, то он строго делит также {\displaystyle Q_{n-1}Q_{n+1}}. В самом деле, тогда частное {\displaystyle {\frac {Q_{n-1}Q_{n+1}}{(xQ_{n}-P_{n})^{2}}}} представляет собой многочлен, который взаимно прост  с многочленом (xQ_n-P_n)^2. Но поскольку из приведённого уравнения следует, что функция {\displaystyle Y_{n}(x^{3}+ax+b)Q_{n}^{2}} является многочленом, то из предыдущих равенств для <X_{n-1}>  и  <X_{n+1}>без труда получается, что знаменатели {\displaystyle Q_{n-1}},{\displaystyle Q_{n+1}} делят многочлен {\displaystyle (xQ_{n}-P_{n})^{4}}. Тем самым частное {\displaystyle {\frac {Q_{n-1}Q_{n+1}}{(xQ_{n}-P_{n})^{2}}}} может быть только константой, и эта константа равна единице в силу принятой нормировки старших членов числителей {\displaystyle P_{n}}.
Разобьем все неприводимые делители {\displaystyle E} многочлена {\displaystyle (xQ_{n}-P_{n})^{2}} на три группы. К первой группе отнесем те многочлены, которые делят R, но не делят S. Из этого сразу же вытекает, что если многочлен {\displaystyle E^{e}} строго делит {\displaystyle (xQ_{n}-P_{n})^{2}}, то он строго делит знаменатель {\displaystyle Q_{n+1}} и взаимно просто со знаменателем {\displaystyle Q_{n-1}}.
Ко второй группе отнесем те многочлены {\displaystyle >E}, которые делят S, но не делят R. Точно так же получается,  что если многочлен {\displaystyle E^{e}} строго делит {\displaystyle (xQ_{n}-P_{n})^{2}}, то он строго делит знаменатель {\displaystyle Q_{n-1}} и взаимно просто со знаменателем {\displaystyle Q_{n+1}}.
Наконец к третьей группе отнесем те многочлены {\displaystyle E}, которые делят и R, и S. Поскольку
{\displaystyle P_{n}=xQ_{n}(modE)},
следует что
{\displaystyle R=2Q_{n}(1-Y_{n})(x^{3}+ax+b)(modE)},
{\displaystyle S=2Q_{n}(1+Y_{n})(x^{3}+ax+b)(modE)}.
Многочлен {\displaystyle E}, деля многочлен {\displaystyle (xQ_{n}-P_{n})^{2}}, не может делить {\displaystyle Q_{n}}, поскольку {\displaystyle P_{n}}  и   {\displaystyle Q_{n}} взаимно просты. Отсюда и из последних формул вытекает, что {\displaystyle S+R=4Q_{n}^{2}(x^{3}+ax+b)modE}, так что если {\displaystyle E} делит {\displaystyle R}  и  {\displaystyle S}, то {\displaystyle E} строго делит многочлен {\displaystyle x^{3}+ax+b}(по предположению этот многочлен не имеет кратных корней).
Итак, пусть {\displaystyle E} - неприводимый делитель многочлена {\displaystyle x^{3}+ax+b}. Предположим сначала, что {\displaystyle Y_{n}}≠±1{\displaystyle (modE)} (эта запись по определению означает, что числитель несократимого представления функции {\displaystyle Y_{n}}±1 не делится на {\displaystyle E}). Тогда следует, что {\displaystyle E} строго делит {\displaystyle R}, потому что многочлен {\displaystyle (xQ_{n}-P_{n})^{2}} делится по крайней мере на {\displaystyle E^{2}}. Подобным образом получается, что  {\displaystyle E} делит {\displaystyle S}, но тогда вытекает, что {\displaystyle E^{2}} строго делит {\displaystyle (xQ_{n}-P_{n})^{2}}.
Таким образом, остается проверить случай {\displaystyle Y_{n}+}=±1{\displaystyle (modE)}. Пусть, например, {\displaystyle Y_{n}=-1(modE)} (вторая разбирается аналогично). Тогда {\displaystyle E} строго делит {\displaystyle S}. Пусть {\displaystyle E^{2}} строго делит {\displaystyle (xQ_{n}-P_{n})^{2}}, а {\displaystyle E^{2f+1}} строго делит {\displaystyle (1+Y_{n})(X^{3}+ax+b)Q_{n}^{2}}. Очевидно {\displaystyle E^{2f}} строго делит также функцию {\displaystyle (1+Y_{n})^{2}(1-Y_{n})^{2}=(1-Y_{n}^{2})^{2}}. Но
{\displaystyle (1-Y_{n}^{2})^{2}={\frac {(x^{3}+ax-X_{n}^{2}-aX_{n}^{2})^{2}}{(x^{3}+ax+b)^{2}}}={\frac {(x-X_{n})^{2}(x^{2}+xX_{n}+X_{n}^{2}+a)^{2}}{(x^{3}+ax+b)^{2}}}}.
Кроме того, {\displaystyle x=X_{n}(modE)}, {\displaystyle x^{2}+xX_{n}+X_{n}^{2}=3x^{2}+a}≠0{\displaystyle (modE)}, так что {\displaystyle 2f=2e-2} и, следовательно, число {\displaystyle 2f+1=2e-1} меньше степени, в которой {\displaystyle E} строго делит {\displaystyle (xQ_{n}+P_{n})(xQ_{n}-P_{n})^{2}}. Поэтому {\displaystyle E^{2e}} строго делит {\displaystyle RS}. Откуда вытекает, что  {\displaystyle E^{2e}}  строго делит {\displaystyle Q_{n-1}Q_{n+1}}. Что и требовалось доказать.
Согласно леммам 1 и 2, {\displaystyle d_{n}=n^{2}-(N-p)n+p}, и этот квадратный трехчлен принимает неотрицательные значения для всех {\displaystyle n}, причем по определению не может иметь двух последовательных нулей. Отсюда имеем, что дискриминант не может быть положительным, иначе было 2 корня {\displaystyle a,b}, между {\displaystyle n} и {\displaystyle n+1}, и числа {\displaystyle ab} и {\displaystyle a+b} не могут быть одновременно целыми. Следовательно,
{\displaystyle (N-p)^{2}-4p\leqslant 0},
так что
{\displaystyle |N-p|\leqslant 2{\sqrt {p}}}. Теорема доказана.

### Доказательство при помощи эндоморфизма Фробениуса
Существует альтернативное доказательство теоремы Хассе, в основе которого лежит использование эндоморфизма Фробениуса.
Для конечного поля {\displaystyle \mathbb {F} _{q}} с алгебраическим замыканием {\displaystyle {\overline {\mathbb {F} _{q}}}} вводится отображение:
{\displaystyle {\begin{array}{lcl}\phi _{q}:{\overline {\mathbb {F} _{q}}}\rightarrow {\overline {\mathbb {F} _{q}}}\\\qquad x\mapsto x^{q}\end{array}}}
На точки эллиптической кривой {\displaystyle E(\mathbb {F} _{q})} оно действует следующим образом: {\displaystyle \phi _{q}(x,y)=(x^{q},y^{q})}, {\displaystyle \phi _{q}(\infty )=\infty }.
Для доказательства используются следующие 4 леммы.
Лемма 1. Для эллиптической кривой {\displaystyle E(\mathbb {F} _{q})} над полем {\displaystyle \mathbb {F} _{q}} и точек {\displaystyle (x,y)\in E({\overline {\mathbb {F} _{q}}})} выполняется:
1) {\displaystyle \phi _{q}(x,y)\in E({\overline {\mathbb {F} _{q}}})},
2) {\displaystyle (x,y)\in E(\mathbb {{F}_{q}} )} тогда и только тогда, когда {\displaystyle \phi _{q}(x,y)=(x,y)}.
Лемма 2. Для эллиптической кривой {\displaystyle E(\mathbb {F} _{q})} отображение {\displaystyle \phi _{q}} является эндоморфизмом кривой {\displaystyle E} степени {\displaystyle q}, и {\displaystyle \phi _{q}} не разделяемый.
Лемма 3. Пусть определена эллиптическая кривая {\displaystyle E(\mathbb {F} _{q})} и {\displaystyle n\geqslant 1}. Тогда
1) {\displaystyle \ker(\phi _{q}-1)=E(\mathbb {F} _{q^{n}})},
2) {\displaystyle \phi _{q}^{n}-1} — разделяемый эндоморфизм, и поэтому {\displaystyle |E(\mathbb {F} _{q^{n}})|=\deg(\phi _{q}^{n}-1)}.
Лемма 4. Обозначим {\displaystyle a=q+1-|E(\mathbb {F} _{q})|=q+1-\deg(\phi _{q}-1)}.
Пусть {\displaystyle r,s} — целые числа и {\displaystyle \gcd(s,q)=1}. Тогда {\displaystyle \deg(r\phi _{q}-s)=r^{2}q+s^{2}-rsa}.
Исходя из леммы 4, и поскольку {\displaystyle \deg(r\phi _{q}-s)\geqslant 0}, получается, что
{\displaystyle q{\biggl (}{r \over s}{\biggl )}^{2}-a{\biggl (}{r \over s}{\biggl )}+1\geqslant 0}
для любых {\displaystyle r,s}, где {\displaystyle \gcd(s,q)=1}.
Множество рациональных чисел {\displaystyle r/s}, где {\displaystyle \gcd(s,q)=1}, плотное в {\displaystyle \mathbb {R} }. Отсюда, обозначив {\displaystyle r/s=x}, получаем неравенство {\displaystyle qx^{2}-ax+1\geqslant 0}, верное для всех действительных {\displaystyle x}.
Так как дискриминант полинома меньше или равен нулю, то есть {\displaystyle a^{2}-4q\leqslant 0}, то имеем {\displaystyle |a|\leqslant 2{\sqrt {q}}}.
Доказательство теоремы Хассе на основе эндоморфизма Фробениуса также лежит в основе алгоритма Шуфа. Данный алгоритм позволяет подсчитать количество точек для заданной эллиптической кривой за полиномиальное время.

## Граница Хассе — Вейля
Обобщением границы Хассе для алгебраических кривых более высокого рода является граница Хассе — Вейля. Пусть имеется абсолютно неприводимая неособая кривая {\displaystyle C} рода {\displaystyle g} над конечным полем {\displaystyle \mathbb {F} _{q}}. Тогда для количества точек {\displaystyle \#C(\mathbb {F} _{q})} на этой кривой справедливо неравенство
{\displaystyle |\#C(\mathbb {F} _{q})-(q+1)|\leqslant 2g{\sqrt {q}}.}
Как и в случае обычной границы Хассе, этот результат эквивалентен определению абсолютного значения корней локальной дзета-функции кривой {\displaystyle C} и является аналогом гипотезы Римана для поля функций, ассоциированного с кривой.
В случае эллиптических кривых граница Хассе — Вейля совпадает с обычной границей Хассе, поскольку эллиптические кривые имеют род {\displaystyle g=1}.
Граница Хассе — Вейля является следствием более общих гипотез Вейля для проективных многообразий над конечным полем, сформулированных Андре Вейлем в 1949 году и доказанных им для случая кривых.

## Применение

### Криптография
В криптографии используются алгоритмы шифрования, основанные на эллиптических кривых.
Стойкость этих алгоритмов основывается на сложности вычисления дискретного логарифма в группе точек эллиптической кривой. Поскольку до сих пор не существует быстрых алгоритмов вычисления дискретного логарифма на эллиптической кривой, то использование эллиптических кривых позволяет сильно ускорить алгоритмы шифрования за счёт уменьшения размера используемого модуля {\displaystyle p}. Теорема Хассе же позволяет весьма точно определить размер простого числа {\displaystyle q}, необходимого для достаточной сложности алгоритма.

### Связь с локальной дзета-функцией Римана
Дзета-функцию эллиптической кривой {\displaystyle E} над полем {\displaystyle \mathbb {F} _{q}} можно записать в виде
{\displaystyle Z_{E}(t)={1-a_{q}(E)t+qt^{2} \over (1-t)(1-qt)}},
где {\displaystyle a_{q}=q-N_{q}}, а {\displaystyle N_{q}} — количество аффинных точек проективной кривой {\displaystyle E}.
Гипотеза Римана для кривых над конечными полями утверждает, что все нули функции {\displaystyle \zeta _{E}(s)=Z_{E}(q^{-s})} лежат на прямой {\displaystyle \operatorname {Re} (s)=1/2} или, что эквивалентно, удовлетворяют равенству {\displaystyle |q^{s}|={\sqrt {q}}}.
Несложно показать, что для эллиптических кривых эта гипотеза эквивалентна теореме Хассе.
Действительно, если {\displaystyle Z_{E}(q^{-s})=0}, то {\displaystyle q^{s}} является корнем квадратного многочлена {\displaystyle f(u)=u^{2}-a_{q}u+q}, чей дискриминант {\displaystyle a_{q}^{2}-4q\leqslant 0} по теореме Хассе.
Значит, корни {\displaystyle u_{1},u_{2}} многочлена {\displaystyle f(u)} комплексно сопряжены и {\displaystyle |q^{s}|=|u_{1}|=|u_{2}|={\sqrt {q}}}, что доказывает гипотезу Римана.
И наоборот, из выполнения гипотезы Римана следует равенство {\displaystyle |u_{1}|=|u_{2}|={\sqrt {q}}}, что означает, что корни {\displaystyle u_{1},u_{2}} комплексно сопряжены, а значит, дискриминант {\displaystyle f(u)} неположителен, что доказывает теорему Хассе.